# シアッシリ山
シアッシリ山（シアッシリやま）は、北海道の枝幸郡枝幸町と中川郡美深町と紋別郡雄武町の3町にまたがる標高902.9mの山である。山頂には二等三角点「志阿尻」が設置されている。

## 概要
北見山地北部に位置する山で、西には函岳、南はピヤシリ山が連なる。
山名の由来は定かではないが、一説にはアイヌ語で「シヤㇱシㇽ（大・破れ・山）」が語源考えられており、「破れ」とは「削られた」という解釈で、北見音標川の浸食により枝幸町側の谷が他と比べてえぐれている地形をしていることからこの名がついたという推測である。

## 登山
登山道はないため、主に残雪期ににぼられる。道道120号にある西尾峠から稜線を登って山頂へ至る。稜線上にある標高703m峰は北に巻いて登ることが多い。